# Семюел Річардсон
Семюел Річардсон(англ. Samuel Richardson; 19 серпня 1689, Дербішир — 4 липня 1761, Лондон) — англійський письменник та авторитетний друкар, який видав близько 500 різноманітних праць. Народився в сім'ї столяра. Працював складачем, коректором. Пізніше став власником невеликої друкарні, одружившись із донькою її колишнього господаря. Відомим став у досить зрілому віці (на той час письменникові було приблизно 50 років). Найвизначнішими у творчості Річардсона є три епістолярних романи : «Памела, або ж Винагороджена доброчесність» (1740), «Клариса, або історія юної леді» (1747—1748) та «Історія сера Чарльза Ґрандісона» (1753), які принесли письменникові світову популярність. Семюел Річардсон заклав підвалини соціально-психологічного роману Нового часу і водночас оновив епістолярну форму розповіді. Наприкінці життя очолював Лондонську Гільдію Видавців — посада ця, за його власним визнанням, була «такою ж прибутковою, як і почесною». Старість провів у матеріальному достатку, оточений пошаною і популярністю.

## Біографія
Річардсон народився у родині Семюела й Елізабет Річардсон і був одним із дев'яти дітей. Його батько був столяром, непоганим конструктором і архітектором.
Ще в дитинстві Річардсон славився вмінням писати листи. Будучи першим учнем приватної граматичної школи Christ's Hospital, 13- річний Семюел писав листи за своїх неосвічених друзів і знайомих, допомагав сусідським дівчатам вести переписку з шанувальниками.
У 1706 році 17-річного Річардсона було віддано на навчання у велику лондонську типографію, де його наставником став друкар Джон Уаільд. Незабаром хлопець став підмайстром, потім майстром, потім, як він сам писав, «стовпом усієї справи». Але як і раніше з любов'ю та готовністю він брався за написання листів. Часто звертались до молодого Річардсона бідні дівчата-служниці з проханням написати листа батькам у село, або нареченому, або підступному викрадачеві дівочої честі. Річардсон не тільки удосконалював свій епістолярний стиль — зростало його знання людського серця, людських доль.
Річардсон не збирався ставати письменником, так далеко його мрії не заходили. Він мріяв одружитись з гарненькою дівчиною з непоганим приданим і стати власником типографії. Це йому вдалося: 23 листопада 1721 року Річардсон одружився з Мартою Вайлд, донькою свого колишнього працедавця, виключно з фінансових міркувань, хоча Річардсон і стверджував, що між ним і Мартою було палке почуття. Незабаром він перевіз її до себе у друкарський магазин, який одночасно слугував йому  будинком. Справи Річардсона пішли вгору, він відкрив свою друкарсько-видавницьку справу й очолював її аж до самої смерті. За десять років шлюбу у Річардсона народилося шестеро дітей, але живою залишилася тільки одна донька.
Після смерті дружини у 1731 році Річардсон одружився з Елізабет Лік але з їхніх шести дітей тільки чотири доньки дожили до повноліття.
Типографський бізнес процвітав, але у Річардсона так і не було спадкоємця, який зміг би успадкувати справу: його племінник Томас Верре також помер молодим. У своїй друкарні Річардсон видав понад 500 книг.
Семюел Річардсон помер 4 липня 1761 року в Лондоні у матеріальному достатку, оточений пошаною і популярністю.

## Творчість

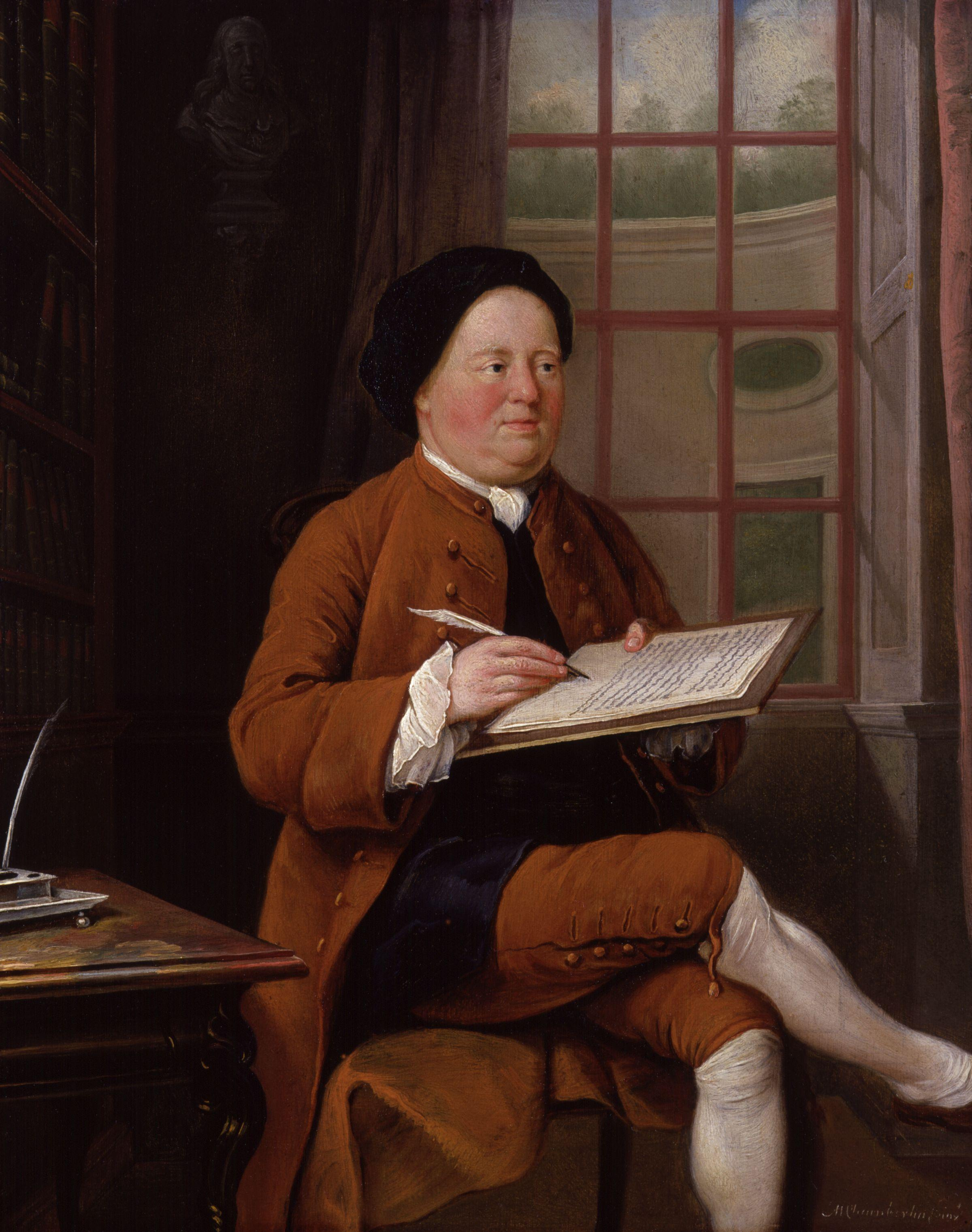
Семюел Річардсон

Тільки у віці 50-ти років Річардсон звернувся до літератури. Він вів велику переписку з жінками різних класів, тому відрізнявся глибоким розумінням жіночої психології. Саме це наклало відбиток на його подальшу творчість.
Річардсон у ролі видавця спілкувався з письменниками; він багато читав і уважно спостерігав за навколишнім життям. Йому здавалося, що повсякденне життя звичайних людей є не менш цікавим, ніж заморські пригоди. А ще він помітив, що справжнім стимулом людських дій, подвигів і злочинів, джерелом горя і радощів найчастіше виявляється любов.
Звернутися до зображення повсякденного життя і зробити основним стрижнем роману любов — це був крок уперед у сфері англійського роману XVIII століття.
Яка форма якнайкраще підходить для роману про кохання, про почуття і вчинки звичайних людей? Річардсон обрав засвоєну їм з дитинства — епістолярну. Усі його книги — романи в листах.
Спочатку за порадою друзів Чарльза Рівінгтона і Джона Осборна він задумав видати листовник «Посібник до написання галантних листів» — зібрання зразків листів на всі випадки життя. Цього листовника було складено і опубліковано.

### Три романи

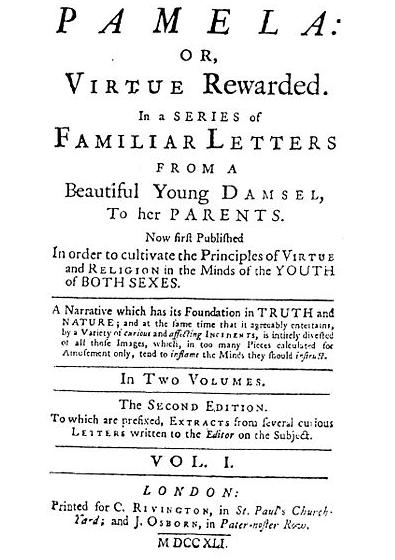
Оригінальна обкладинка роману «Памела, або ж Винагороджена доброчесність»

Працюючи над листовником, Річардсон виділив одну життєву ситуацію: дівчина-служниця піддається любовним переслідуванням свого господаря і пише про це своїм батькам у село з проханням забрати її додому. З цього задуму й народився роман «Памела, або ж Винагороджена доброчесність» («Pamela; or, Virtue Rewarded», 1740). Він написаний у формі листів і, таким чином, є одним із перших зразків епістолярного жанру. Героїня, бідна молода дівчина-селянка Памела Ендрюс, служить у багатої знатної дами, так званої леді В. Легковажний син цієї дами, містер Б.,вживає різних заходів, аби спокусити дівчину, але вона чинить йому гідний опір. Вражений доброчесністю Памели, юнак по-справжньому закохується у неї, і тоді вона вступає з ним у законний шлюб.
Прославляючи в образі Памели чесноти своєї соціальної верстви — ощадливість, заповзятливість, побожність, непохитність моральних принципів, Річардсон водночас утверджує своїм романом просвітницький, демократичний і гуманістичний ідеал. Послаблення демократичного пафосу у III і IV частинах роману, де колишня скромна Памела постає у ролі заможної світської пані, посилення у заключних епізодах моралізаторських інтенцій значно зменшує художню силу твору.
Інтерес, який роман Річардсона викликав у сучасників, значною мірою можна пояснити реалізмом у зображенні характерів та обставин, навіть незважаючи на деяку його ідеалізацію. Читачки з усіх верств суспільства зачитувалися ним, пастори з церковних кафедр рекомендували молодим прихожанкам нову книгу як зразок доброчесності. У 1741 році Річардсон опублікував продовженя «Памели», у якому прагнув показати, що Памела виявилася гідною дружиною поміщика. «Переписка Памели в її піднесеному стані з різними знатними особами» — такою була назва тієї книги. Відома обмеженість і обережність Річардсона виявилася в побожних міркуваннях і розсудливих порадах Памели.
Однак «Памела» викликала не тільки захоплення. Навколо твору одразу ж спалахнула жвава полеміка, учасники якої активно сперечалися як про суто мистецькі, так і змістові аспекти роману. Зокрема, читачі зауважували, що, попри всі свої безперечні переваги, епістолярна форма, однак, хибує певною умовністю: якби Памела справді написала усі ті листи, у яких вона розповідає про перипетії свого життя, то їй було б ніколи виконувати обов'язки служниці.
Особливо гостро з приводу щасливого вирішення тієї складної ситуації, у якій опинилася Памела, виступив Г. Філдінґ. Він, зокрема, написав пародію на роман Річардсона, іронічно перейменувавши Памелу на Шамелу (від англ. «shame» — «сором»). Полемічним стосовно Річардсона виявився і роман Філдінґа «Історія пригод Джозефа Ендрюса та його друга містера Абрагама Адамса» (1742), у якому він у дусі послідовного демократизму розповідає про життя брата Памели.

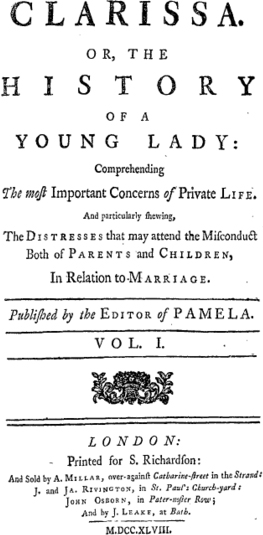
Оригінальна обкладинка роману «Клариса, або Історія юної леді»

У 1747 році з'явився найкращий роман Річардсона «Клариса, або Історія юної леді» («Clarissa; or, the History of a Young Lady: comprehending the most important concerns of private life; and particularly shewing the distresses that may attend the misconduct both of parents and children, in relation to marriage»). На відміну від першого, він мав трагічний кінець й складніший зміст.
Складнішою стала і форма роману. Це також роман у листах, але це вже листи не однієї особи, а листування багатьох осіб; у листах висвітлені різноманітні, іноді протилежні точки зору, різноманітні характери. Психологічна майстерність письменника значно зросла. Річардсону вдалося силою літературного таланту перемогти, подолати власну схильність до моралізаторства. Роман виявився яскравою та щирою картиною «приватного життя».
Сюжет твору ґрунтується на історії життя Клариси Ґарлоу, дівчини із заможної і шанованої буржуазної родини. Кларису спокусив легковажний Ловелас, і це настільки її приголомшило, що вона помирає від розпачу. Даремно Ловелас, розкаявшись у своїх гріхах, благає її стати дружиною. У фіналі роману він гине від руки двоюрідного брата Клариси, котрий викликав Ловеласа на дуель. Критика егоїзму й аморальності аристократів поєднується у романі з критикою егоїзму буржуазії. Брати та сестри Клариси ненавидять її через спадщину, яку дівчині залишив дід. Крім того, Кларису намагаються примусити вийти заміж за немилого їй багатія Сомса, провокуючи, таким чином, її втечу з дому разом із Ловеласом. Реалізм зображення сягає тут найвищої сили. Складність і багатоплановість образів Клариси і Ловеласа здобули високу оцінку у читачів та критиків.
Роман виходив частинами, і вся Англія з нетерпінням чекала продовження і щасливого повороту в долі Клариси і Ловеласа. Якийсь молодий офіцер навіть намагався викликати 60-річного Річардсона на дуель, тому що його наречена гірко оплакувала долю Клариси і сказала, що взагалі не вийде заміж, якщо міс Клариса помре. Гіркі докори рідних і знайомих сипалися на Річардсона за те, що він прирік своїх героїв на загибель, замість того, щоб успішно їх одружити.

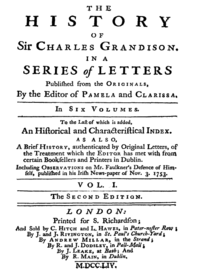
Оригінальна обкладинка роману «Історія сера Чарлза Ґрандісона»

Ім'я Ловеласа стало загальним, позначаючи розпусну і легковажну людину. Його образ був змальований так жваво і художньо виразно, що мимоволі став центром твору і викликав до себе певні симпатії читача. Річардсон був засмучений, що його негативний герой виявився загальним улюбленцем. Він бачив у цьому якусь свою помилку і вирішив виправити її — створити насправді доброчесного героя, який витіснив би Ловеласа з сердець читачок. Так з'явився останній роман Річардсона «Історія сера Чарлза Ґрандісона»(«The History of Sir Charles Grandison», 1754) — найслабший серед трьох його романів.
Образ Ґрандісона, який, на думку письменника, мав стати позитивним антиподом Ловеласа, своєрідним уособленням доброчесності та порядності, виявився доволі невиразним. Ґрандісон виступає у романі як прибічник «золотої середини», компромісної дипломатії. Його стосунки з італійкою Клементиною й англійкою міс Гаррієт Байрон свідчать про його раціоналізм, прагнення до спокійного, врівноваженого буття. Якщо Клементина лякає його своєю неврівноваженістю, зумовленою пристрасністю її натури, то в міс Байрон він понад усе цінує її англійську стриманість. Міс Байрон, між іншим, зауважує, що якби Ґрандісон опинився на місці Адама, то він був би «достатньо галантним у ставленні до своєї пропащої дружини, щоби висловити глибокий жаль з приводу її помилки; але однаково виконав би свій обов'язок, поклавшись на ласку Всевишнього, на Його мудрий розсуд, і дозволивши знищити Його першу Єву і дати йому іншу».
Роман про Ґрандісона теж мав успіх (особливо серед молодих дівчат), але серйозніші критики поставилися до нього з відтінком іронії.

### Річардсон і філософія Шефтсбері
У своїх романах «Памела, або ж Винагороджена доброчесність» (1740), «Клариса, або історія юної леді» (1747—1748) та «Історія сера Чарльза Ґрандісона» (1753) Річардсон намагався створити образ людини з яскраво вираженими моральними достоїнствами, який після нього був зафіксований терміном «позитивний герой». Носієм вищих моральних чеснот він обирає представника нижчих соціальних верств.
Річардсон спирається на моральну філософію лорда Шефтсбері. У своїх надзвичайно популярних протягом усього XVIII ст. працях «Дослідження щодо доброчесності» (1699) і «Характеристики людей, звичаїв, думок, часів» (1711) англійський філософ обстоював думку про те, що вищим принципом людського буття є не знання, а доброчесність, тобто піднесена мораль. Доброчесність є сама по собі благо і винагорода. Отже, щастя людини полягає у гармонії людини з собою, в усвідомленні виконаного морального обов'язку, а не у знанні істини. Щасливою людину роблять альтруїстичні почуття, співчуття, милосердя. Шефтсбері вважав, що моральні почуття мають вроджений характер і допомагають людині не тільки розпізнавати справедливість, доброчесність тощо, а й внутрішньо протистояти несправедливості, пороку тощо Можемо говорити, що Шефтсбері намагався піддати реальність «суду почуттів» — на противагу «суду розуму» просвітників-раціоналістів. З іншого погляду його філософія характеризується єдністю почуттів і розуму.

## Естетична програма Річардсона
Річардсон бачив завдання літератури в дусі англійського пуританства в тому, щоб «якомога приємніше й переконливіше прищеплювати в серцях людей релігію і моральність, і являти піднесені зразки виконання батьківських і синівських обов'язків і обов'язків громадянських, робити ненависним порок і прищеплювати любов до доброчесності». Філософія Шефстбері дала йому переконання, що людина може подолати руйнівний вплив зовнішнього середовища, спираючись на внутрішні духовні сили, на вроджену власну моральність, що для того часу була прогресивна думка.

## Епістолярний стиль
Річардсон започаткував прогресивний для літератури XVIII ст. епістолярний стиль, який давав можливість розкрити душевні переживання людини її власними словами. Панівним прийомом є рефлексія — самоаналіз, якому герой піддає власні вчинки, переживання, думки. Досить повільна дія чергується з численними вставками морально-повчального характеру, цитатами з Біблії і філософів-моралістів тощо.

## Дідро і Пушкін про Річардсона
Дені Дідро відобразив загальне захоплення своєї доби Річардсоном, написавши в його некролозі такі слова: «О Річардсоне, Річардсоне, — єдина людина в моїх очах! Ти назавжди залишишся серед моїх улюблених письменників. Пригнічений злиднями, я продам усі свої книжки, але тебе я збережу на одній поличці з Мойсеєм, Гомером, Евріпідом і Софоклом». Можна помітити, що у своїй «Черниці» Дідро переніс Річардсонову героїню в екстремальні умови котолицького монастиря, де вона також виживає завдяки вродженій моральності. Проте якщо Річардсон безумовно підносить моральний світ своїх героїнь над низістю оточення, то у Дідро особистість і ворожий світ опиняються на рівних, а відкритий фінал його повісті не дає однозначної відповіді, хто ж переможе.
Олександр Пушкін також об'єктивно виразив сприйняття Річардсона — але уже в пізнішу епоху, коли писав про «роман старинный, отменно длинный, длинный, длинный, нравоучительный и чинный, без драматических затей». Усе найкраще у Річардсона взяли і розвинули Дідро, Руссо і Гете, а сам метр невдовзі був забутий.